# Adam Nelson
Pour les articles homonymes, voir Nelson.
Adam Nelson, né le 7 juillet 1975 à Atlanta (États-Unis), est un athlète américain spécialiste du lancer du poids.
Longtemps abonné aux deuxièmes places aux Jeux olympiques en 2000 à Sydney puis en 2004 à Athènes ou aux Championnats du monde d'Edmonton en 2001 puis de Paris en 2003, cet ancien linebacker de football américain scolaire puis universitaire enlève le titre de champion du monde à Helsinki en 2005.

## Palmarès

### Jeux olympiques
- Jeux olympiques de 2000 à Sydney
  -  Médaille d'argent du lancer du poids
- Jeux olympiques de 2004 à Athènes
  -  Médaille d'or du lancer du poids (après disqualification de Bilonoh, en décembre 2012)

### Championnats du monde d'athlétisme
- Championnats du monde d'athlétisme de 2001 à Edmonton
  -  Médaille d'argent du lancer du poids
- Championnats du monde d'athlétisme de 2003 à Paris
  -  Médaille d'argent du lancer du poids
- Championnats du monde d'athlétisme de 2005 à Helsinki
  -  Médaille d'or du lancer du poids
- Championnats du monde d'athlétisme de 2007 à Osaka
  -  Médaille d'argent du lancer du poids
- Championnats du monde d'athlétisme de 2009 à Berlin
  - 5e du lancer du poids